# AudioCollectief SCHIK
AudioCollectief SCHIK is een Vlaams-Nederlands collectief van podcastmakers bestaande uit Nele Eeckhout, Siona Houthuys en Mirke Kist.

## Geschiedenis
Eeckhout (1988, België), Houthuys (1990, België) en Kist (1991, Nederland) leerden elkaar kennen tijdens de opleiding Woordkunst aan het Koninklijk Conservatorium Antwerpen. In 2015 richtten ze AudioCollectief SCHIK op, met als doel het maken van narratieve podcasts, radiodocumentaires, sound design en live producties.
Ze debuteerden in 2016 bij Dorst, het jongerenplatform van de VPRO, met de vierdelige podcast Roes. Een jaar later maakte het collectief de zesdelige serie Bob – een serie over een zoektocht naar de jeugdliefde van de Antwerpse rusthuisbewoonster – en won het de publieksprijs van De Tegel, een journalistieke vakprijs. Bob kreeg in 2018 ook de prijs voor Beste podcast van Nederland op de Dutch Podcast Awards.
In samenwerking met Das Mag kwam in 2018 de vierdelige serie Laura H. tot stand, gebaseerd op het gelijknamige boek van journalist Thomas Rueb over een meisje dat haar geluk wilde vinden in het IS-kalifaat. In 2019 volgde de zesdelige podcast El Tarangu, geproduceerd door de VPRO, NPO Radio 1, Sporza en OpenVRT. Het is een verhaal over de wielrenners José Manuel Fuente en Lucien Van Impe. De serie werd in 2020 genomineerd voor De Tegel.

## Podcasts
- 2016 – Roes (VPRO Dorst)
- 2017 – Bob (VPRO)
- 2018 – Laura H (Das Mag)
- 2019 – El Tarangu (VPRO, NPO Radio 1, Sporza en OpenVRT)
- 2021 – Geen kleine man (VPRO, NPO Radio 1)
- 2023 – De Erfenis